# Tephrosia cephalantha
Tephrosia cephalantha är en ärtväxtart som beskrevs av John Gilbert Baker. Tephrosia cephalantha ingår i släktet Tephrosia och familjen ärtväxter. IUCN kategoriserar arten globalt som livskraftig.

## Underarter
Arten delas in i följande underarter:
- T. c. cephalantha
- T. c. decumbens